# Siemcichy
Siemcichy – wieś w Polsce położona w województwie mazowieckim, w powiecie żuromińskim, w gminie Lutocin. Ma status sołectwa.
Wierni Kościoła rzymskokatolickiego należą do parafii św. Floriana w Poniatowie.
Prywatna wieś szlachecka położona była w drugiej połowie XVI wieku w powiecie sierpeckim województwa płockiego. W latach 1975–1998 miejscowość administracyjnie należała do województwa ciechanowskiego.